# Wiktor Thommée
Wiktor Thommée (30 décembre 1881 - 12 septembre 1962) est un général polonais (général de division, à titre posthume) dont la carrière a couvert la guerre soviéto-polonaise et la campagne de 1939.

## Biographie
Il est né à Święciany (Švenčionys en lituanien) dans l'actuelle Lituanie, dans une famille protestante de lointaine ascendance française.
Il est formé à l'école militaire de Saint-Pétersbourg où il est admis en 1901 et fait la Première Guerre mondiale dans l'armée impériale russe sur différents fronts avant de participer, dès l'indépendance, à la reconstitution de l'armée polonaise.
De 1920 à 1921, il est successivement à la tête du 28e régiment d'infanterie, puis de la XIX et XX brigade d'infanterie.
Après une période comme instructeur à l'École supérieure de guerre de Varsovie (1921 - 1923), il est nommé chef d'état-major à l'inspectorat de la 1re armée, poste qu'il occupe jusqu'en 1924. 
De 1924 à 1936, il commande la 15e division d'infanterie. Il passe de 1936 à 1938 à la tête de la zone du VIIIe corps, puis en 1938 - 1939 du IVe corps.
Lors de la campagne de 1939, il est placé à la tête du groupe opérationnel Piotrków, au sein de l'armée de Łódź. En pleine bataille de la Bzura, il défit la 10e division d'infanterie allemande à Cyrusowa Wola. Il se retranchera avec une partie de ce corps dans la forteresse de Modlin où il soutiendra le siège jusqu'au 29 septembre 1939. Forcé à la capitulation et malgré la promesse des Allemands de laisser libre la garnison, il sera fait prisonnier et passera le reste de la guerre en captivité, notamment à l'Oflag VII-A Murnau.
Libéré en 1945, il partira pour le Royaume-Uni rejoindre l'Armée polonaise de l'Ouest, mais il finira par rentrer en Pologne en 1947.

## Décorations
- Ordre Virtuti Militari (Croix d'or)
- Ordre Virtuti Militari (Croix d'argent)
- Polonia Restituta (croix de commandeur)
- Croix de la Valeur (Krzyż Walecznych) - 4 fois
- Croix d'or du mérite ("Złoty Krzyz Zasługi") (1930)
- Médaille de l’Indépendance ("Medal Niepodległości")
- Odznaka Honorowa Ligi Obrony Powietrznej i Przeciwgazowej